# John Lesinski senior

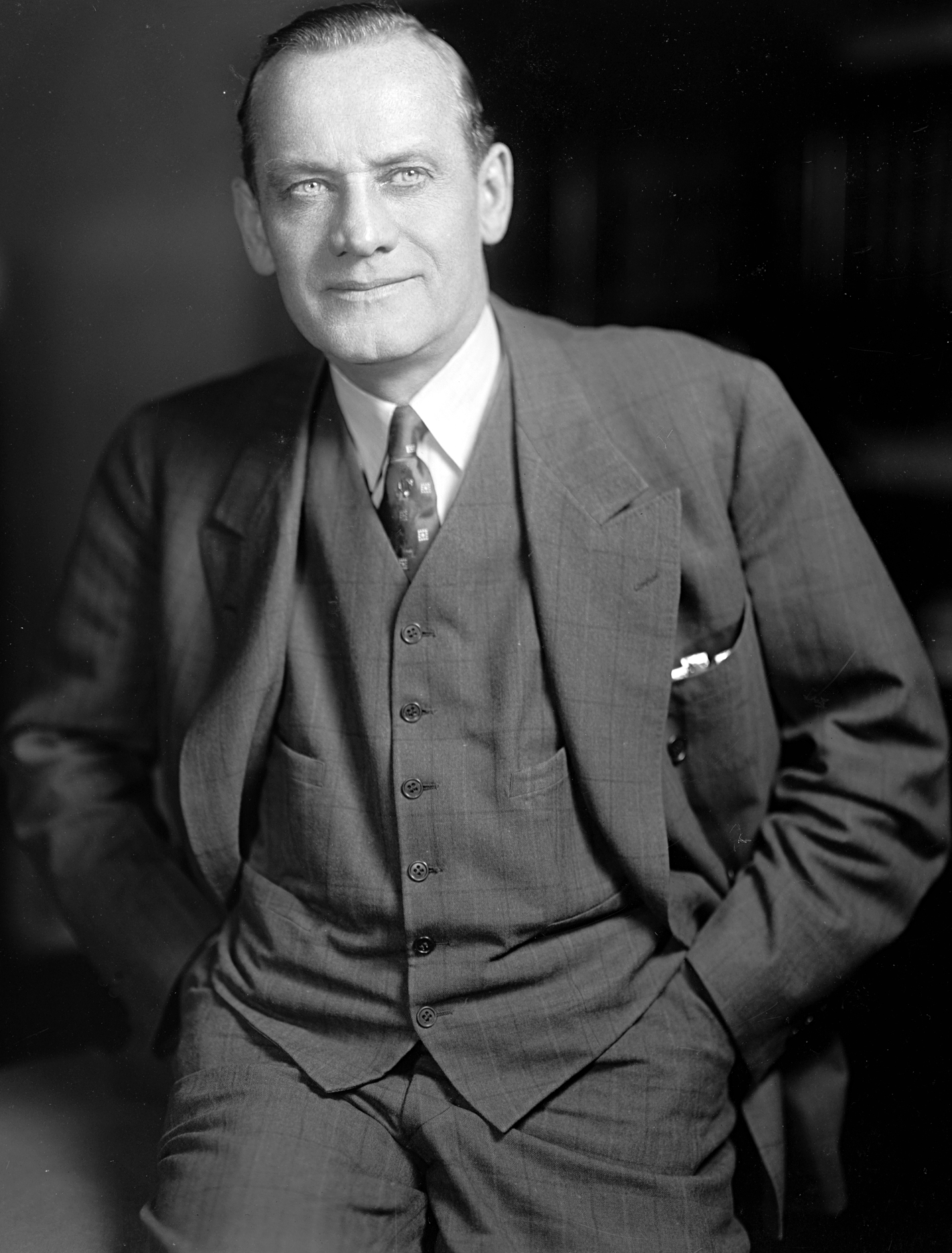
John Lesinski

John Lesinski Sr. (* 3. Januar 1885 in Erie, Pennsylvania; † 27. Mai 1950 in Dearborn, Michigan) war ein US-amerikanischer Politiker. Zwischen 1933 und 1950 vertrat er den Bundesstaat Michigan im US-Repräsentantenhaus.

## Werdegang
Bereits drei Monate nach seiner Geburt zog John Lesinski mit seinen Eltern nach Detroit in Michigan. Er besuchte die öffentlichen Schulen seiner neuen Heimat und die Detroit Business Academy. Nach seiner Schulzeit wurde Lesinski im Baugewerbe und auf dem Immobilienmarkt tätig. Außerdem gründete er in Hamtramck und Dearborn einige Bauzulieferer-Firmen. Zwischen 1919 und 1932 war Lesinski Präsident der Vereinigung von polnischen Immigranten in Detroit (Polish Citizens' Committee). Im Jahr 1920 war er Beauftragter für den Verkauf von polnischen Staatsanleihen in Michigan. Dafür erhielt er von der polnischen Regierung eine Auszeichnung.
Politisch war Lesinski Mitglied der Demokratischen Partei. In den Jahren 1936, 1940 und 1944 war er Delegierter zu den Democratic National Conventions, auf denen Präsident Franklin D. Roosevelt jeweils zur Wiederwahl nominiert wurde. In der gleichen Zeit war er auch Delegierter auf den Parteitagen auf Staatsebene. Bei den Kongresswahlen des Jahres 1932 wurde er im damals neugeschaffenen 16. Wahlbezirk von Michigan in das US-Repräsentantenhaus in Washington, D.C. gewählt, wo er am 4. März 1933 sein neues Mandat antrat. Nach acht Wiederwahlen konnte er bis zu seinem Tod am 27. Mai 1950 im Kongress verbleiben. Von 1935 bis 1947 war er Vorsitzender des Ausschusses, der sich mit Invalidätsrenten befasste. Zwischen 1945 und 1947 leitete er auch den Einwanderungs- und Einbürgerungsausschuss. Seit 1949 war John Lesinski Vorsitzender des Bildungs- und Arbeitsausschusses.
Zu Beginn seiner Zeit im Kongress wurden dort bis 1941 die New-Deal-Gesetze der Bundesregierung verabschiedet. Seit 1941 wurde auch die Arbeit des Repräsentantenhauses von den Ereignissen des Zweiten Weltkrieges und dessen Folgen geprägt. Im Jahr 1933 wurde der 21. Verfassungszusatz im Kongress verabschiedet, durch den der 18. Zusatzartikel aus dem Jahr 1919 wieder aufgehoben wurde. Dabei ging es um das Verbot des Handels mit alkoholischen Getränken.
John Lesinski starb am 27. Mai 1950 in Dearborn und wurde in Detroit beigesetzt. Sein Sohn John wurde als sein Nachfolger in den Kongress gewählt.